# Hagenmarkt-Apotheke

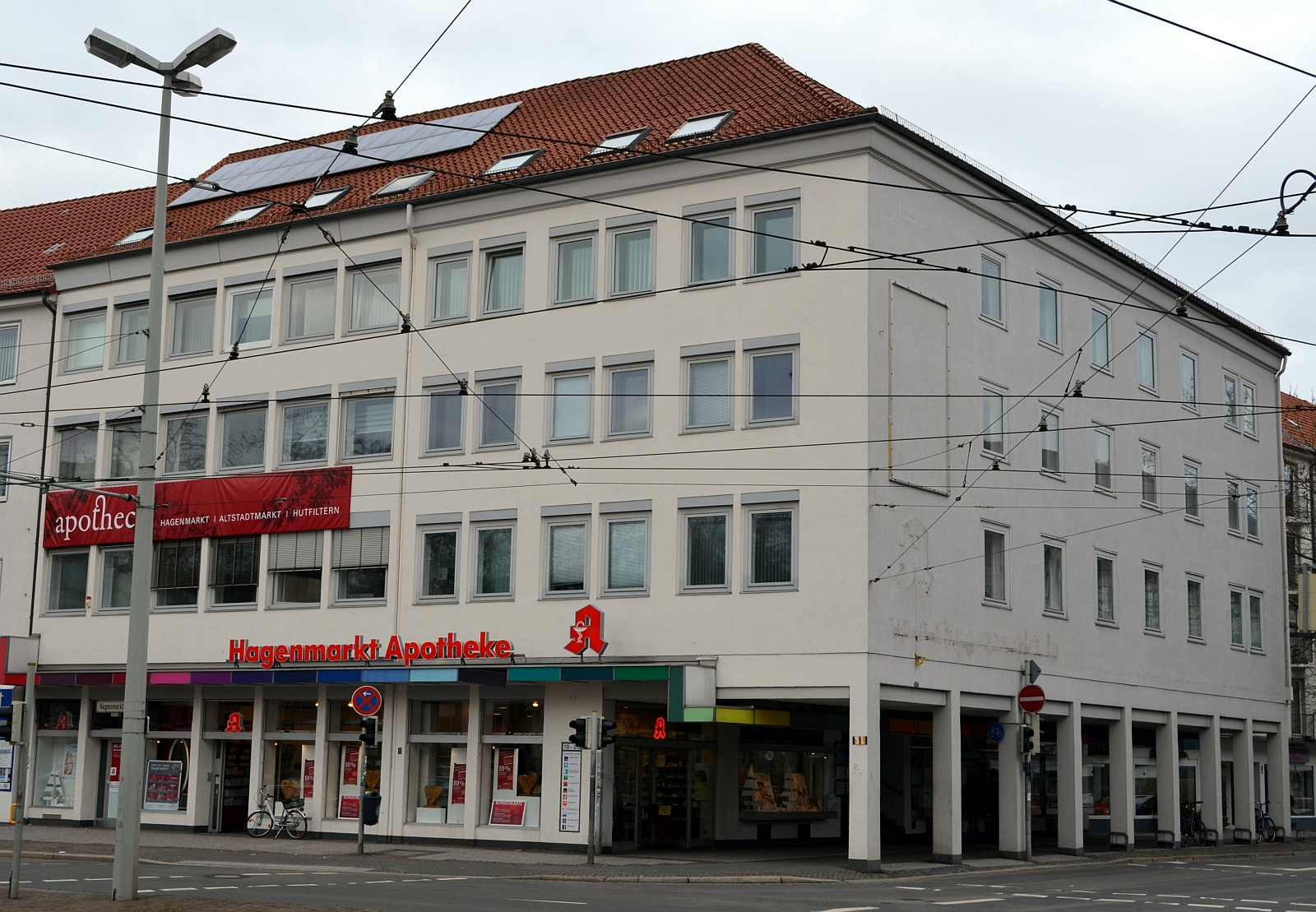
Die Hagenmarkt-Apotheke im Jahre 2012

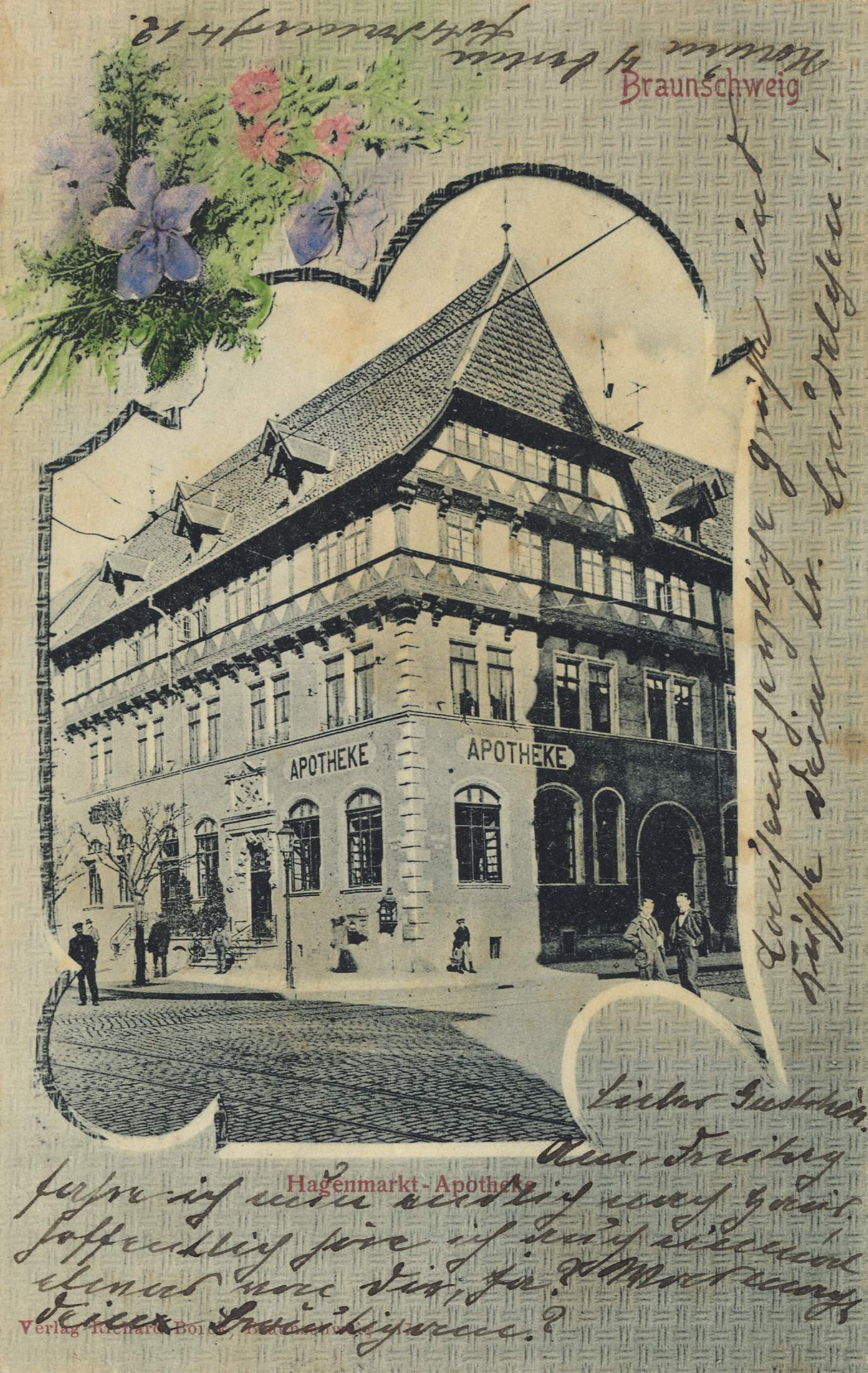
Die Hagenmarkt-Apotheke im Jahre 1902

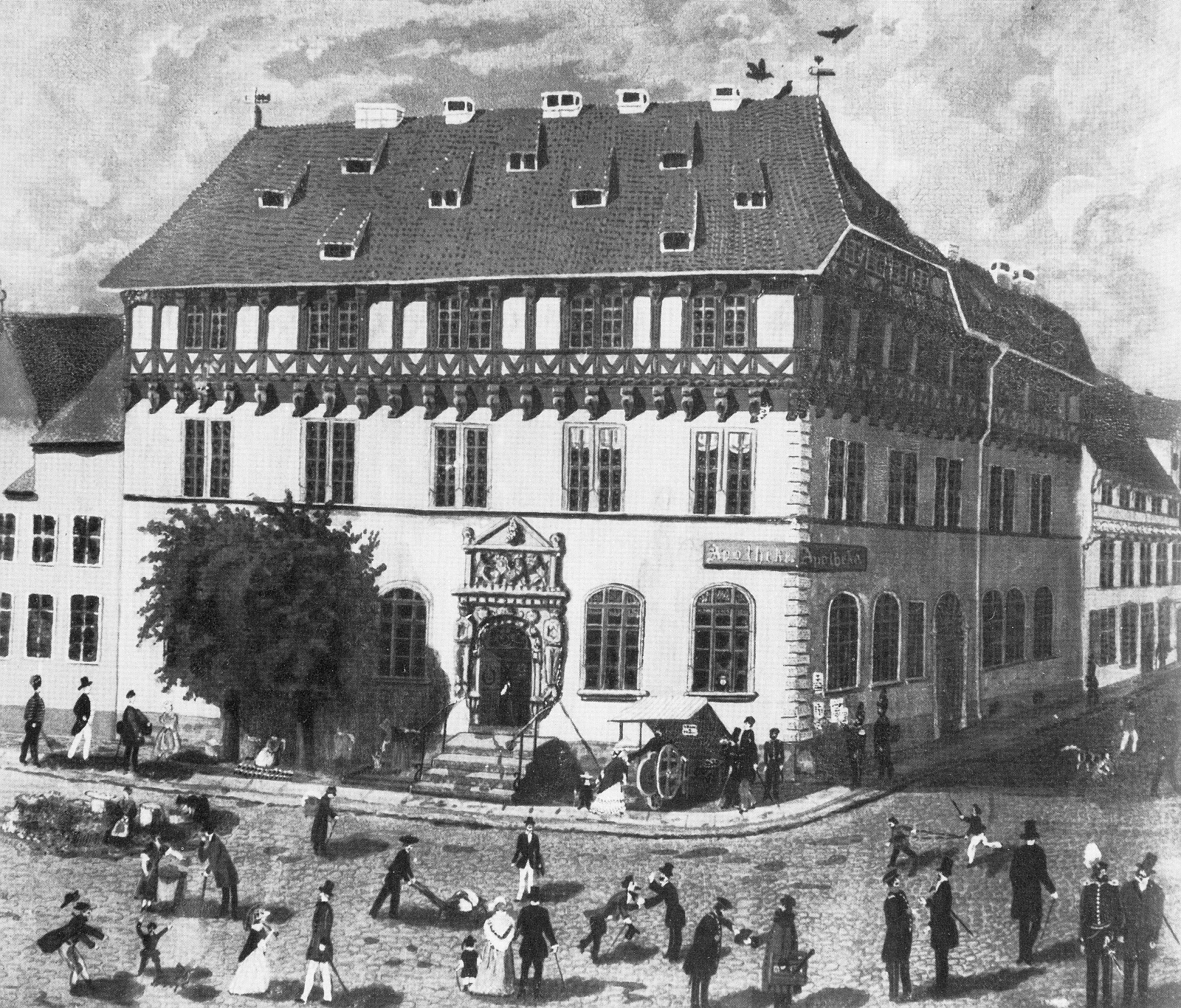
Aquarell von 1848

Die Hagenmarkt-Apotheke in Braunschweig wurde 1677 gegründet. Obwohl das ursprüngliche, aus dem späten 16. Jahrhundert stammende Apotheken-Gebäude im Zweiten Weltkrieg so stark beschädigt wurde, dass es 1949 abgerissen werden musste, wird die Apotheke noch heute am selben Standort im Weichbild Hagen auf der Nordseite des Hagenmarktes / Ecke Wendenstraße betrieben.

## Geschichte

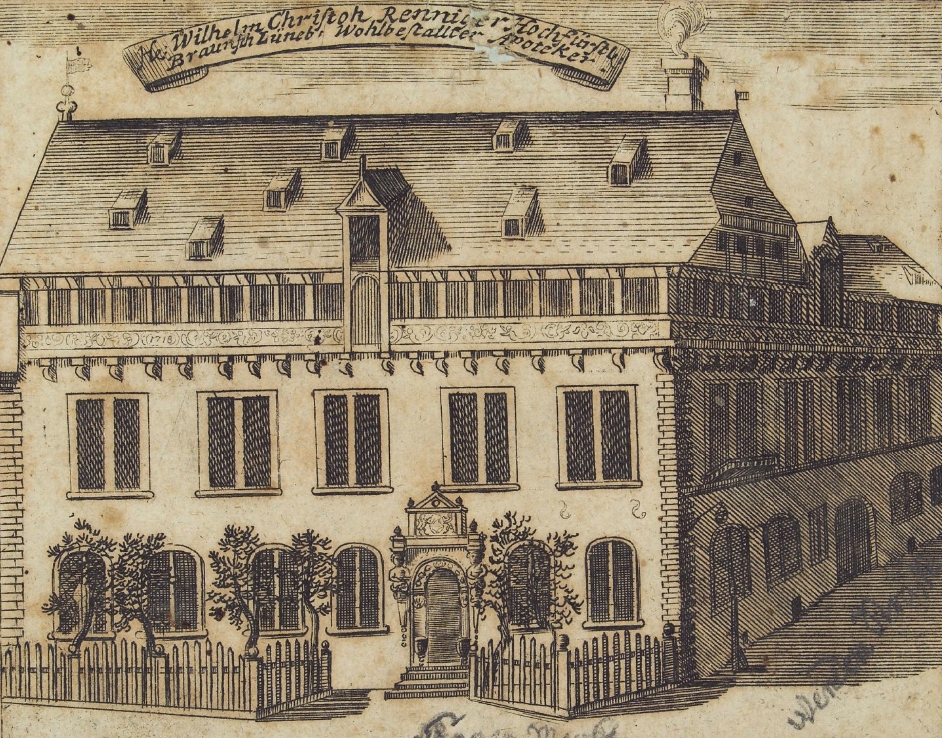
Stich von Johann Georg Beck (1718)

Erste Apotheken bzw. Einrichtungen, die die üblichen Aufgaben einer Apotheke wahrnahmen, sind in Braunschweig seit dem Jahr 1300 bzw. kurz davor nachgewiesen. 1479 gründete der Rat der Stadt die „Rats-Apotheke“ am Eiermarkt/Ecke Garküche. Sämtliche bis dahin betriebene private Apotheken wurden offiziell abgeschafft, bestanden de facto aber teilweise als „Winkelapotheken“ weiter. 1677, Braunschweig hatte ca. 22.500 Einwohner, folgte die Hagenmarkt-Apotheke als zweite „privilegierte“ Einrichtung in der Stadt. 1720 kam die Hof-Apotheke in der Schuhstraße 4 dazu und 1750 wurde schließlich die letzte Apotheke gegründet, die Aegidien-Apotheke am Ägidienmarkt 66, ab 1772 Stobenstraße 12. Ohne dass in der Folgezeit weitere Apotheken folgten, bestanden ausschließlich diese vier Einrichtungen bis 1889 in der Stadt. 1772 waren die ursprünglichen vier Apotheken in private Hände übertragen worden. Im Sommer 1864 wurde dieser Umstand per Gesetz wieder aufgehoben. Erst nach 1889 kamen weitere Apotheken hinzu. Von den ursprünglichen vier bestehen heute noch zwei, die am Hagenmarkt und die Hof-Apotheke in der Schuhstraße.

### Entstehungsgeschichte
1677 erteilte Herzog Rudolf August von Braunschweig-Wolfenbüttel dem Apotheker Andreas Zacharias Happe auf 15 Jahre das Privileg „cum spe succendi“ mit Befreiung von Abgaben und oneribus civicis et militaribus und dem Recht accisefreier Einfuhr aller Waren gegen 125 Taler Rekognition zur Eröffnung einer Apotheke in Braunschweig.

### Gebäude bis 1945

Der Hagenmarkt im Jahre 1892, Blickrichtung Nordosten. Zu sehen sind u. a. der Heinrichsbrunnen, links dahinter die Hagenmarkt-Apotheke, rechts die Katharinenkirche.

Das Gebäude Hagenmarkt 20 (Assekuranznummer 1409) wurde im 13. Jahrhundert zunächst als massiver Bau mit Steinen vom nahe gelegenen Nußberg errichtet und erfuhr um 1590, wahrscheinlich von Augustin von Peine, dem Großen Bürgermeister des Hagen, eine umfassende Neugestaltung. Nach Meier und Steinacker befanden sich im westlichen Hausteil Reste einer Kemenate. Das Haus hatte zwei Eingänge, ein großes Renaissance-Portal auf der Wendenstraße, durch welches Fuhrwerke bis in einen Innenhof gelangten und ein kleines, von Wolter Hasemann aus Elmkalkstein geschaffenes und nur für Fußgänger bestimmtes barockes Prunkportal auf der Marktseite. Dieses Portal hatte zwei Sitznischen, einen Wappenaufsatz und war mit Rollwerk verziert. Das abgebildete Wappen war das des Weichbildes Hagen: der Braunschweiger Löwe mit dem Katharinenrad. Das große, reich mit Ohrmuschelwerk verzierte Tor aus dem Jahre 1639 stammte ursprünglich vom Hagenkeller und wurde Ende des 19. Jahrhunderts auf der Wendenstraße eingebaut. Die Fenster hatten als Verzierung einen Perlstab. Das dritte Geschoss bestand aus Fachwerk und hatte auf der Marktseite eine Breite von 18 Spann und auf der Seite Wendenstraße 17 Spann.

### Gebäude seit 1951

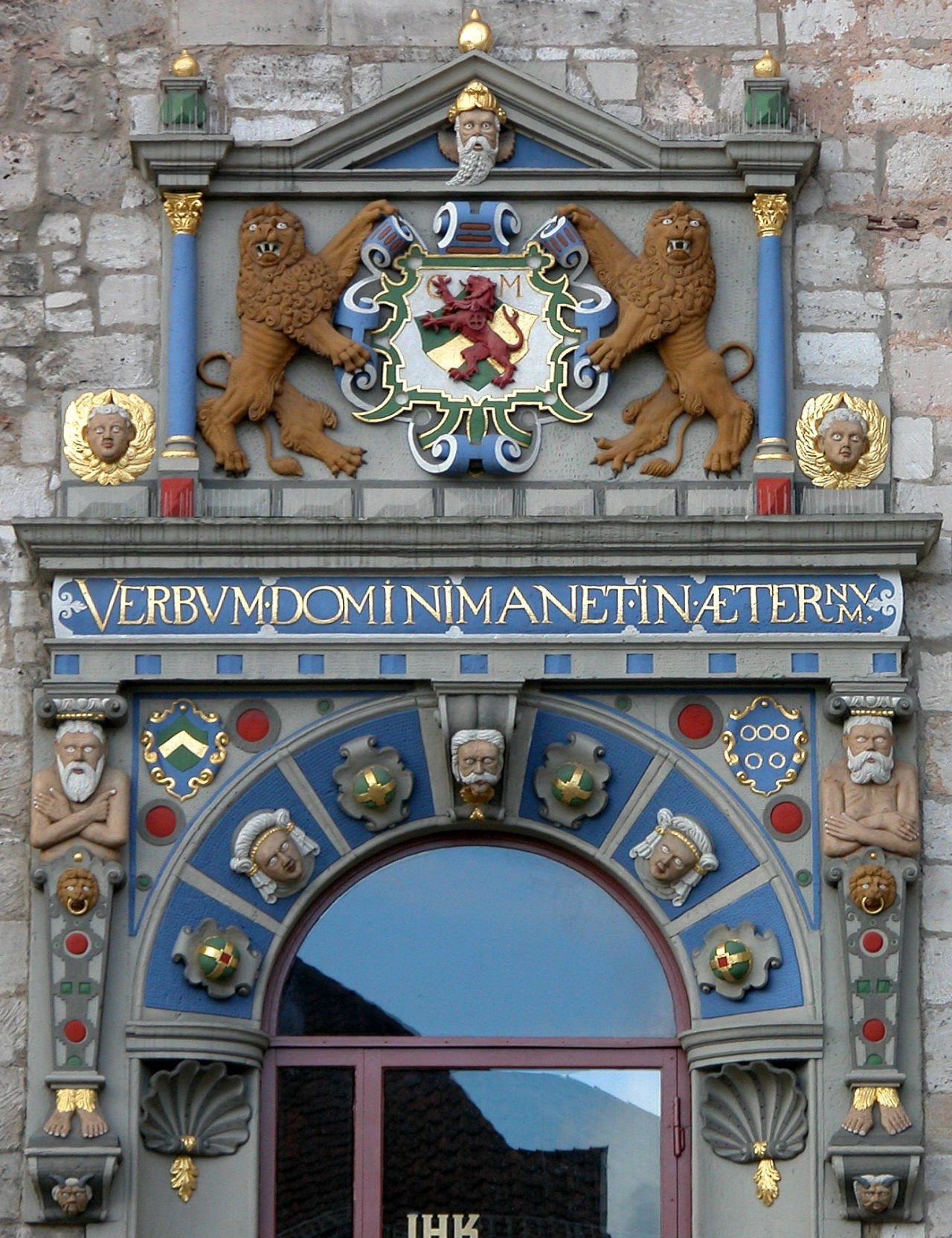
Das von Wolter Hasemann geschaffene Apotheken-Portal heute auf der Nordseite des Gewandhauses

Das alte Gebäude, in dem sich sowohl Hagenmarkt-Apotheke als auch die Bank befanden, wurde während des Zweiten Weltkrieges durch Bombenangriffe der britischen Royal Air Force (RAF) und der United States Army Air Forces (USAAF) so schwer beschädigt, dass die Ruine ca. 1949 abgerissen wurde und 1951 ein moderner Neubau entstand, in dem sich die Apotheke seit August 1951 befindet. Lediglich das von Hasemann geschaffene Portal wurde gerettet und 1949/50 in die Nordfassade des ebenfalls schwer beschädigten Gewandhauses am Altstadtmarkt eingebaut, wo es sich noch heute befindet.

### Apotheker bzw. Besitzer

Rezeptformular von 1890

- Andreas Zacharias Happe [oder Hoppe][16] (* 1638; † 1698)[17] : 1677–1698, seine Witwe bis 1699
- Just Bertram Drögemöller († 1762)[17] ab 1699
- Wilhelm Christoph Renniger [oder Remminger][16] (* 1669; † 1745)[17]: 1712–1745
- Johann Friedrich Reichmann (* 1716?, 1752 entlassen)[18]: 1745–1752
- Conrad Heinrich Krohne (* 1709; † 1790)[18]: 1752–1790
- Justus Christian Heinrich Heyer (* 1746; † 1821)[19]: 1791–1817
- Justus Heinrich Christoph Mühlenpfordt (* 1779; † 1853)[19]: 1817–1835
- Johann Nicolaus Grote (* 1804; † 1874)[20][21]: 1835–1874
- Carl Grote (* 1838; † 1889)[22]: 1871–1889
- Robert Bohlmann (* 1854; † 1944, Familie Bohlmann seit 1889)[22]: 1889–1914
- Rolf Bohlmann (* 1886; † 1972): 1914–1944

(1944: Kriegszerstörung der Apotheke; 1951: Wiederbeginn im Neubau)
- Rolf Bohlmann (* 1886; † 1972) & Ursula Hahne *Bohlmann (* 1918; † 2006): 1951–1958
- Rolf Bohlmann (* 1886; † 1972) & Ursula Hahne *Bohlmann (* 1918; † 2006) & Wigand Bohlmann (* 1928): 1958–1972
- Ursula Hahne *Bohlmann (* 1918; † 2006) & Wigand Bohlmann (* 1928): 1972–1999
- Wigand Bohlmann (* 1928): 1999–2001
- Roland Bohlmann (* 1961): 2001–2016
- Michael Verhoeven (* 1980): seit 2017[23]

### Lehrlinge und Mitarbeiter
In der Hagenmarkt-Apotheke machten u. a. folgende Personen eine Lehre bzw. arbeiteten dort als Apotheker oder Apothekergehilfe:
- Heinrich Beckurts, späterer Apotheker, Chemiker und Hochschuldozent absolvierte seine Lehre dort[24]
- Ernst Hampe, späterer Bryologe, arbeitete dort um ca. 1824/25
- Philipp August Friedrich Mühlenpfordt, Neffe J. H. Chr. Mühlenpfordts und späterer Botaniker und Mediziner, ging zwischen 1819 und 1823 bei seinem Onkel in die Lehre